# Hitrost
Hitróst (oznaka v) je v fiziki vektorska količina, ki podaja spreminjanje lege telesa ali snovi v prostoru v časovni enoti. Osnovna enota s katero merimo hitrost je meter na sekundo (m/s). Uporabljamo pa tudi druge izpeljane enote npr. kilometer na uro (km/h). Pri pretvarjanju med slednjima si lahko pomagamo s pravilom oz. približkom: 1 m/s = 3,6 km/h in 1 km/h = 0,28 m/s.
Pri premem enakomernem gibanju je hitrost konstantna, pri pospešenem gibanju pa se s časom spreminja. Zgled za pospešeno gibanje je enakomerno kroženje, pri katerem sicer ostaja hitrost po velikosti konstantna, spreminja pa se po smeri.
Posebna teorija relativnosti je predpostavila, da telesa ne morejo doseči hitrosti, večje od hitrosti svetlobe v praznem prostoru. Vsi dosedanji poskusi to predpostavko potrjujejo.

## Povprečna hitrost
Povprečno hitrost pri gibanju izračunamo tako, da prepotovano razdaljo s delimo s časom t, potrebnim za pot:
{\displaystyle {\overline {v}}={\frac {s}{t}}\!\,.}
Če je tir telesa podan kot funkcija časa:
{\displaystyle {\vec {\mathbf {r} }}={\vec {\mathbf {r} }}(t)\!\,,}
lahko trenutno hitrost izračunamo kot odvod lege po času:
{\displaystyle {\vec {\mathbf {v} }}(t)={\frac {d{\vec {\mathbf {r} }}(t)}{dt}}\!\,.}